# شپشه
شپشه (نام علمی: Aphis) نام یک سرده از بالاخانواده شته است.